# Serbia Open 2022
Serbia Open 2022 byl tenisový turnaj hraný jako součást mužského okruhu ATP Tour  na antukových dvorcích v Novakově tenisovém centru. Probíhal mezi 18. až 24. dubnem 2022 v srbské metropoli Bělehradu jako šestý ročník turnaje.
Turnaj dotovaný 597 900 eury patřil do kategorie ATP Tour 250. Nejvýše nasazeným ve dvouhře se opět stal první tenista světa Novak Djoković ze Srbska, který skončil jako poražený finalista. Posledním přímým účastníkem v singlové soutěži byl 93. hráč žebříčku, Ital Marco Cecchinato. V důsledku invaze Ruska na Ukrajinu na konci února 2022 řídící organizace tenisu ATP, WTA a ITF s grandslamy rozhodly, že ruští a běloruští tenisté mohli dále na okruzích startovat, ale do odvolání nikoli pod vlajkami Ruska a Běloruska.
Jedenáctý singlový titul na okruhu ATP Tour vybojoval 24letý osmý hráč světa Andrej Rubljov, který na turnaji poprvé v kariéře porazil úřadující světovou jedničku. Čtyřhru ovládl urugaysko-ekvádorský pár Ariel Behar a Gonzalo Escobar, jehož členové získali třetí společnou i individuální trofej z debla.

## Rozdělení bodů a finančních odměn

### Rozdělení bodů
| Soutěž  | Soutěž | vítězové | finalisté | semifinalisté | čtvrtfinalisté | 16 v kole | 28 v kole | Q  | Q2 | Q1 |
| ------- | ------ | -------- | --------- | ------------- | -------------- | --------- | --------- | -- | -- | -- |
| dvouhra | [ 1 ]  | 250      | 150       | 90            | 45             | 20        | 0         | 12 | 6  | 0  |
| čtyřhra | [ 5 ]  | 250      | 150       | 90            | 45             | 0         | —         | —  | —  | —  |

### Finanční odměny
| Soutěž                                | Soutěž      | vítězové | finalisté | semifinalisté | čtvrtfinalisté | 16 v kole | 28 v kole | Q2      | Q1      |
| ------------------------------------- | ----------- | -------- | --------- | ------------- | -------------- | --------- | --------- | ------- | ------- |
| dvouhra                               | [ 1 ] [ 6 ] | 81 310 € | 47 430 €  | 27 885 €      | 16 160 €       | 9 380 €   | 5 730 €   | 2 870 € | 1 565 € |
| čtyřhra                               | [ 5 ]       | 28 250 € | 15 110 €  | 8 860 €       | 4 950 €        | 2 920 €   | —         | —       | —       |
| částka ve čtyřhrách je uvedena na pár |             |          |           |               |                |           |           |         |         |

## Dvouhra mužů

### Nasazení
| Stát                          | Hráč              | ATP | Nasazení |
| ----------------------------- | ----------------- | --- | -------- |
| Srbsko                        | Novak Djoković    | 1.  | 1.       |
|                               | Andrej Rubljov    | 8.  | 2.       |
|                               | Karen Chačanov    | 24. | 3.       |
|                               | Aslan Karacev     | 30. | 4.       |
| Chile                         | Cristian Garín    | 31. | 5.       |
| Itálie                        | Fabio Fognini     | 32. | 6.       |
| Srbsko                        | Miomir Kecmanović | 38. | 7.       |
| Srbsko                        | Filip Krajinović  | 39. | 8.       |
| Žebříček ATP k 11. dubnu 2022 |                   |     |          |

### Jiné formy účasti
Následující hráči obdrželi divokou kartu do hlavní soutěže:
- Michail Kukuškin
- Hamad Medjedović
- Alejandro Tabilo

Následující hráč nastoupil do hlavní soutěže pod žebříčkovou ochranou:
- Aljaž Bedene

Následující hráči postoupili z kvalifikace:
- Taró Daniel
- Jiří Lehečka
- Roman Safiullin
- Thiago Monteiro

### Odhlášení
před zahájením turnaje
- Benjamin Bonzi → nahradil jej  João Sousa
- Borna Ćorić → nahradil jej  Aljaž Bedene
- Hugo Gaston → nahradil jej  Henri Laaksonen
- Alex Molčan → nahradil jej  Mikael Ymer
- Gaël Monfils → nahradil jej  Marco Cecchinato

## Mužská čtyřhra

### Nasazení
| Stát                                                                                   | Hráč           | Stát       | Hráč            | ATP | Nasazení |
| -------------------------------------------------------------------------------------- | -------------- | ---------- | --------------- | --- | -------- |
| Chorvatsko                                                                             | Nikola Mektić  | Chorvatsko | Mate Pavić      | 7.  | 1.       |
| Itálie                                                                                 | Simone Bolelli | Itálie     | Fabio Fognini   | 56. | 2.       |
| Austrálie                                                                              | Matthew Ebden  | Austrálie  | Max Purcell     | 57. | 3.       |
| Chorvatsko                                                                             | Ivan Dodig     | USA        | Austin Krajicek | 62. | 4.       |
| Žebříček ATP k 11. dubnu 2022; číslo je součtem žebříčkového postavení obou členů páru |                |            |                 |     |          |

### Jiné formy účasti
Následující páry obdržely divokou kartu do čtyřhry:
- Hamad Medjedović /  Jakub Menšík
- Ivan Sabanov /  Matej Sabanov

### Odhlášení
před zahájením turnaje
- Benjamin Bonzi /  Hugo Gaston → nahradili je  Lloyd Glasspool /  Harri Heliövaara

## Přehled finále

### Mužská dvouhra
- Andrej Rubljov vs.  Novak Djoković, 6–2, 6–7(4–7), 6–0

### Mužská čtyřhra
- Ariel Behar /  Gonzalo Escobar vs.  Nikola Mektić /  Mate Pavić, 6–2, 3–6, [10–7]